# VM i skiskydning 2013
VM i skiskydning 2013 afholdes i Nové Město na Moravě i Tjekkiet, ca. 130 km sydøst for Prag, i perioden 7.-17. februar. Skiskydnings-stadionet Vysocina Arena ligger godt 2 km nordvest for byen, 625 moh. Stadion har plads til 16.000 tilskuere og yderligere 4.000 langs løjpen, der har sit laveste punkt 620 moh. og det højeste i 665 moh. Stadion er bygget i 2005/06 og seneste renovering er foretaget i 2012. Man kan lave 50.000 m3 kunstsne i timen.
Norge triumferede med hele elleve medaljer heraf otte af guld. De traditionelt store skikydningsnationer Tyskland og Rusland var ikke i stand til at leve op til tidligere standarder. Også Sverige fik et noget dårligere samlet resultat end de har været vant til de senere år. Til gengæld klarede især Polen sig bedre end forventet.
| Verdensmestre 2013 — Kvinder  | Verdensmestre 2013 — Kvinder | Verdensmestre 2013 — Kvinder | Verdensmestre 2013 — Kvinder  |
| ----------------------------- | ---------------------------- | ---------------------------- | ----------------------------- |
| Sprint                        | Jagtstart                    | Distance                     | Fællesstart                   |
|                               |                              |                              |                               |
| Olena Pidgrúsjna (foto: 2010) | Tora Berger (foto: 2008)     | Tora Berger (foto: 2008)     | Darja Domratjeva (foto: 2012) |

| Verdensmestre 2013 — Mænd        | Verdensmestre 2013 — Mænd        | Verdensmestre 2013 — Mænd    | Verdensmestre 2013 — Mænd |
| -------------------------------- | -------------------------------- | ---------------------------- | ------------------------- |
| Sprint                           | Jagtstart                        | Distance                     | Fællesstart               |
|                                  |                                  |                              |                           |
| Emil Hegle Svendsen (foto: 2008) | Emil Hegle Svendsen (foto: 2008) | Martin Fourcade (foto: 2009) | Tarjei Bø (foto: 2010)    |

| Verdensmestre 2013 — Stafet                                | Verdensmestre 2013 — Stafet                                   | Verdensmestre 2013 — Stafet                                           |
| ---------------------------------------------------------- | ------------------------------------------------------------- | --------------------------------------------------------------------- |
| Mixed stafet                                               | Kvinder                                                       | Mænd                                                                  |
| Norge                                                      | Norge                                                         | Norge                                                                 |
| Tora Berger Synnøve Solemdal Tarjei Bø Emil Hegle Svendsen | Hilde Fenne Ann Kristin Flatland Synnøve Solemdal Tora Berger | Ole Einar Bjørndalen Henrik L'Abee-Lund Tarjei Bø Emil Hegle Svendsen |

## Medaljetabeller

### Medaljer pr. nation
| Plads | Land         | Guld | Sølv | Bronze | Total |
| ----- | ------------ | ---- | ---- | ------ | ----- |
| 1.    | Norge        | 8    | 2    | 1      | 11    |
| 2.    | Frankrig     | 1    | 4    | ·      | 5     |
| 3.    | Ukraine      | 1    | 1    | 3      | 5     |
| 4.    | Hviderusland | 1    | ·    | ·      | 1     |
| 5.    | Tyskland     | ·    | 1    | 1      | 2     |
| 5.    | Polen        | ·    | 1    | 1      | 2     |
| 5.    | Rusland      | ·    | 1    | 1      | 2     |
| 8.    | USA          | ·    | 1    | ·      | 1     |
| 9.    | Italien      | ·    | ·    | 1      | 1     |
| 9.    | Slovenien    | ·    | ·    | 1      | 1     |
| 9.    | Sverige      | ·    | ·    | 1      | 1     |
| 9.    | Tjekkiet     | ·    | ·    | 1      | 1     |

### Medaljer pr. skiskytte
I parentes er fordeling af medaljer på (single,stafet)-discipliner angivet. Ved medaljelighed er der sorteret efter flest single medaljer først.
| Plads | Skiskytte              | Guld    | Sølv    | Bronze  | Total |
| ----- | ---------------------- | ------- | ------- | ------- | ----- |
| 1.    | Tora Berger            | 4 (2,2) | 2 (2,0) | ·       | 6     |
| 2.    | Emil Hegle Svendsen    | 4 (2,2) | ·       | 1 (1,0) | 5     |
| 3.    | Tarjei Bø              | 3 (1,2) | ·       | ·       | 3     |
| 4.    | Synnøve Solemdal       | 2 (0,2) | ·       | ·       | 2     |
| 5.    | Martin Fourcade        | 1 (1,0) | 4 (2,2) | ·       | 5     |
| 6.    | Olena Pidgrúsjna       | 1 (1,0) | 1 (0,1) | 1 (1,0) | 3     |
| 7.    | Darja Domratjeva       | 1 (1,0) | ·       | ·       | 1     |
| 7.    | Ole Einar Bjørndalen   | 1 (0,1) | ·       | ·       | 1     |
| 7.    | Hilde Fenne            | 1 (0,1) | ·       | ·       | 1     |
| 7.    | Ann Kristin Flatland   | 1 (0,1) | ·       | ·       | 1     |
| 7.    | Henrik L'Abee-Lund     | 1 (0,1) | ·       | ·       | 1     |
| 12.   | Alexis Boeuf           | ·       | 2 (0,2) | ·       | 2     |
| 13.   | Anton Sjipulin         | ·       | 1 (1,0) | 1 (1,0) | 2     |
| 13.   | Valja Semerenko        | ·       | 1 (0,1) | 1 (1,0) | 2     |
| 13.   | Vita Semerenko         | ·       | 1 (0,1) | 1 (1,0) | 2     |
| 16.   | Tim Burke              | ·       | 1 (1,0) | ·       | 1     |
| 16.   | Andrea Henkel          | ·       | 1 (1,0) | ·       | 1     |
| 16.   | Krystyna Palka         | ·       | 1 (1,0) | ·       | 1     |
| 16.   | Jean Guillaume Beatrix | ·       | 1 (0,1) | ·       | 1     |
| 16.   | Marie-Laure Brunet     | ·       | 1 (0,1) | ·       | 1     |
| 16.   | Julija Dzjima          | ·       | 1 (0,1) | ·       | 1     |
| 16.   | Simon Fourcade         | ·       | 1 (0,1) | ·       | 1     |
| 16.   | Marie Dorin Habert     | ·       | 1 (0,1) | ·       | 1     |
| 24.   | Jakov Fak              | ·       | ·       | 1 (1,0) | 1     |
| 24.   | Monika Hojnisz         | ·       | ·       | 1 (1,0) | 1     |
| 24.   | Fredrik Lindström      | ·       | ·       | 1 (1,0) | 1     |
| 24.   | Andreas Birnbacher     | ·       | ·       | 1 (0,1) | 1     |
| 24.   | Nicole Gontier         | ·       | ·       | 1 (0,1) | 1     |
| 24.   | Erik Lesser            | ·       | ·       | 1 (0,1) | 1     |
| 24.   | Ondřej Moravec         | ·       | ·       | 1 (0,1) | 1     |
| 24.   | Karin Oberhofer        | ·       | ·       | 1 (0,1) | 1     |
| 24.   | Arnd Peiffer           | ·       | ·       | 1 (0,1) | 1     |
| 24.   | Michela Ponza          | ·       | ·       | 1 (0,1) | 1     |
| 24.   | Simon Schempp          | ·       | ·       | 1 (0,1) | 1     |
| 24.   | Gabriela Soukalova     | ·       | ·       | 1 (0,1) | 1     |
| 24.   | Jaroslav Soukup        | ·       | ·       | 1 (0,1) | 1     |
| 24.   | Veronika Vitkova       | ·       | ·       | 1 (0,1) | 1     |
| 24.   | Dorothea Wierer        | ·       | ·       | 1 (0,1) | 1     |

## Kvinder

### Sprint — 7,5 km
Dato: Lørdag 9. februar 2013, 16:15 - 17:39.
- Grøn rute: 2563 m + 2653 m + 2498 m = 7714m. Akkumulerede højdemeter:  252 m.
- Deltagerne sendes afsted enkeltvis med 30 sek. mellemrum.
- Der skydes mellem hvert gennemløb, første gang liggende, anden gang stående.
- Hver forbier udløser én tur gennem strafrunden.
- De 60 bedst placerede får lov at stille op i jagtstarten.

| Plads   | Navn                                                                              | Land                                                                              | L-S                                                                               | Tid                                                                               |                                                                                   |
| ------- | --------------------------------------------------------------------------------- | --------------------------------------------------------------------------------- | --------------------------------------------------------------------------------- | --------------------------------------------------------------------------------- | --------------------------------------------------------------------------------- |
| Guld    | Olena Pidgrúsjna                                                                  | UKR                                                                               | 0-0                                                                               | 21:02,1                                                                           |                                                                                   |
| Sølv    | Tora Berger                                                                       | NOR                                                                               | 0-1                                                                               | +6,4                                                                              |                                                                                   |
| Bronze  | Vita Semerenko                                                                    | UKR                                                                               | 0-0                                                                               | +22,8                                                                             |                                                                                   |
| 4.      | Olga Zajtseva                                                                     | RUS                                                                               | 0-1                                                                               | +24,5                                                                             |                                                                                   |
| 5.      | Olga Viluchina                                                                    | RUS                                                                               | 0-0                                                                               | +25,3                                                                             |                                                                                   |
| 6.      | Miriam Gössner                                                                    | GER                                                                               | 2-0                                                                               | +33,1                                                                             |                                                                                   |
| 7.      | Krystyna Palka                                                                    | POL                                                                               | 0-1                                                                               | +34,5                                                                             |                                                                                   |
| 8.      | Ann Kristin Flatland                                                              | NOR                                                                               | 0-0                                                                               | +35,5                                                                             |                                                                                   |
| 9.      | Kaisa Mäkäräinen                                                                  | FIN                                                                               | 2-0                                                                               | +40,8                                                                             |                                                                                   |
| 10.     | Veronika Vitkova                                                                  | CZE                                                                               | 0-0                                                                               | +50,6                                                                             |                                                                                   |
| DSQ     | Tanja Karisik                                                                     | BIH                                                                               | 0-3                                                                               | IBU DR 5.6h                                                                       |                                                                                   |
| Referat | Tilmeldte: 115 — Nationer: 38 — Til start: 114 — I mål: 113 — Diskvalificerede: 1 | Tilmeldte: 115 — Nationer: 38 — Til start: 114 — I mål: 113 — Diskvalificerede: 1 | Tilmeldte: 115 — Nationer: 38 — Til start: 114 — I mål: 113 — Diskvalificerede: 1 | Tilmeldte: 115 — Nationer: 38 — Til start: 114 — I mål: 113 — Diskvalificerede: 1 | Tilmeldte: 115 — Nationer: 38 — Til start: 114 — I mål: 113 — Diskvalificerede: 1 |
| Referat | Skyet — Kompakt sne: -2 °C — Luft temp: -3,5 °C — RF: 69% — Vind: 0,5-1,4 m/s     |                                                                                   |                                                                                   |                                                                                   |                                                                                   |

### Jagtstart — 10 km
Dato: Søndag 10. februar 2013 kl. 16:15 - 16:50.
- Rød rute: 2056 m + 2146 m + 2146 m + 2146 m + 1991 m = 10485m. Akkumulerede højdemeter: 260 m.
- De 60 hurtigeste fra sprinten kan deltage
- Vinderen af sprinten sendes afsted først og dernæst sendes deltagerne afsted med den tidsforskel de havde til vindereren på sprinten, og skal således jage denne.
- Der skydes mellem hvert gennemløb, de første to gange skydes liggende, de sidste to gange skydes stående.
- Hver forbier udløser én tur gennem strafrunden.

| Plads   | Navn                                                                                 | Land                                                                                 | L-L-S-S                                                                              | Tid                                                                                  |                                                                                      |
| ------- | ------------------------------------------------------------------------------------ | ------------------------------------------------------------------------------------ | ------------------------------------------------------------------------------------ | ------------------------------------------------------------------------------------ | ------------------------------------------------------------------------------------ |
| Guld    | Tora Berger                                                                          | NOR                                                                                  | 0-1-2-0                                                                              | 28:48,4                                                                              |                                                                                      |
| Sølv    | Krystyna Palka                                                                       | POL                                                                                  | 0-0-1-1                                                                              | +18,5                                                                                |                                                                                      |
| Bronze  | Olena Pidgrúsjna                                                                     | UKR                                                                                  | 0-0-2-0                                                                              | +21,5                                                                                |                                                                                      |
| 4.      | Olga Zajtseva                                                                        | RUS                                                                                  | 0-1-1-1                                                                              | +23,0                                                                                |                                                                                      |
| 5.      | Jekaterina Glazyrina                                                                 | RUS                                                                                  | 0-0-0-0                                                                              | +45,4                                                                                |                                                                                      |
| 6.      | Andrea Henkel                                                                        | GER                                                                                  | 0-0-0-0                                                                              | +49,2                                                                                |                                                                                      |
| 7.      | Ann Kristin Flatland                                                                 | NOR                                                                                  | 0-1-0-0                                                                              | +1:08,3                                                                              |                                                                                      |
| 8.      | Veronika Vitkova                                                                     | CZE                                                                                  | 0-0-1-1                                                                              | +1:10,1                                                                              |                                                                                      |
| 9.      | Vita Semerenko                                                                       | UKR                                                                                  | 2-1-0-1                                                                              | +1:10,9                                                                              |                                                                                      |
| 10.     | Kaisa Mäkäräinen                                                                     | FIN                                                                                  | 1-1-1-1                                                                              | +1:15,5                                                                              |                                                                                      |
| Referat | Tilmeldte: 60 — Nationer: 24 — Til start: 60 — Gennemførte: 60 — Diskvalificerede: 0 | Tilmeldte: 60 — Nationer: 24 — Til start: 60 — Gennemførte: 60 — Diskvalificerede: 0 | Tilmeldte: 60 — Nationer: 24 — Til start: 60 — Gennemførte: 60 — Diskvalificerede: 0 | Tilmeldte: 60 — Nationer: 24 — Til start: 60 — Gennemførte: 60 — Diskvalificerede: 0 | Tilmeldte: 60 — Nationer: 24 — Til start: 60 — Gennemførte: 60 — Diskvalificerede: 0 |
| Referat | Let snevejr — Kompakt sne: -3 °C — Luft temp: -4,5 °C — RF: 70% — Vind: 0,4-1,8 m/s  |                                                                                      |                                                                                      |                                                                                      |                                                                                      |

Halvvejs gennem sidste omgang lå Ann Kristin Flatland, Olga Zajtseva og Krystyna Palka og kæmpede om 2. pladsen. Flatland forsøgte at skære ind foran Zaitseva, men stødte i stedet ind i hende og styrtede. Både Zaitseva og især Flatland selv blev overhalet af flere bagfra kommende. Det russiske forbund indgav efterfølgende en protest, der dog blev trukket tilbage på foranledning af Olga Zajtseva, idet hun mente det var et hændeligt uheld.

### Distance — 15 km
Dato: Onsdag 13. februar 2013 kl. 17:15 - 19:06.
- Gul rute: 2990 m + 3080 m + 3080 m + 3080 m + 2925 m = 15155m. Akkumulerede højdemeter: 490 m.
- Deltagerne sendes afsted enkeltvis med 30 sek. mellemrum.
- Der skydes mellem hvert gennemløb skiftevis; liggende, stående, liggende, stående.
- Hver forbier udløser ét minuts tidstillæg (ingen strafrunder).
- De 30 bedst placerede får lov at stille op i fællesstarten.

| Plads   | Navn                                                                                    | Land                                                                                    | L-S-L-S                                                                                 | Tid                                                                                     |                                                                                         |
| ------- | --------------------------------------------------------------------------------------- | --------------------------------------------------------------------------------------- | --------------------------------------------------------------------------------------- | --------------------------------------------------------------------------------------- | --------------------------------------------------------------------------------------- |
| Guld    | Tora Berger                                                                             | NOR                                                                                     | 0-0-0-0                                                                                 | 44:52,5                                                                                 |                                                                                         |
| Sølv    | Andrea Henkel                                                                           | GER                                                                                     | 0-0-0-0                                                                                 | +52,7                                                                                   |                                                                                         |
| Bronze  | Valja Semerenko                                                                         | UKR                                                                                     | 1-0-0-0                                                                                 | +1:42,5                                                                                 |                                                                                         |
| 4.      | Anastasiya Kuzmina                                                                      | SVK                                                                                     | 0-0-1-1                                                                                 | +1:55,0                                                                                 |                                                                                         |
| 5.      | Vita Semerenko                                                                          | UKR                                                                                     | 0-0-0-1                                                                                 | +2:25,9                                                                                 |                                                                                         |
| 6.      | Olga Zajtseva                                                                           | RUS                                                                                     | 2-0-0-0                                                                                 | +2:30,9                                                                                 |                                                                                         |
| 7.      | Jekaterina Glazyrina                                                                    | RUS                                                                                     | 0-0-1-0                                                                                 | +2:40,5                                                                                 |                                                                                         |
| 8.      | Kaisa Mäkäräinen                                                                        | FIN                                                                                     | 2-0-0-1                                                                                 | +2:45,8                                                                                 |                                                                                         |
| 9.      | Marie Dorin Habert                                                                      | FRA                                                                                     | 0-1-1-0                                                                                 | +2:51,2                                                                                 |                                                                                         |
| 10.     | Olga Viluchina                                                                          | RUS                                                                                     | 0-1-0-0                                                                                 | [a] +3:03,6                                                                             |                                                                                         |
| Referat | Tilmeldte: 118 — Nationer: 38 — Til start: 116 — Gennemførte: 113 — Diskvalificerede: 0 | Tilmeldte: 118 — Nationer: 38 — Til start: 116 — Gennemførte: 113 — Diskvalificerede: 0 | Tilmeldte: 118 — Nationer: 38 — Til start: 116 — Gennemførte: 113 — Diskvalificerede: 0 | Tilmeldte: 118 — Nationer: 38 — Til start: 116 — Gennemførte: 113 — Diskvalificerede: 0 | Tilmeldte: 118 — Nationer: 38 — Til start: 116 — Gennemførte: 113 — Diskvalificerede: 0 |
| Referat | Let snevejr — Tæt pulversne: -0,5 °C — Luft temp: -2,9 °C — RF: 83% — Vind: 0,3-1,4 m/s |                                                                                         |                                                                                         |                                                                                         |                                                                                         |

Note a: Olga Viluchina blev idømt en ekstra tidsstraf på 5,0 sek. i henhold til IBU R 8.7.3 (skydefejl)

### Fællesstart — 12,5 km
Dato: Søndag 17. februar 2013 kl. 12:00 - 12:42.
- Grøn rute: 2563 m + 2653 m + 2653 m + 2653 m + 2498 m = 13020m. Akkumulerede højdemeter: 420 m.
- Alle deltagere starter samtidigt.
- Der skydes mellem hvert gennemløb, de første to gange skydes liggende, de sidste to gange skydes stående.
- Hver forbier udløser én tur gennem strafrunden.

| Plads   | Navn                                                                                    | Land                                                                                 | L-L-S-S                                                                              | Tid                                                                                  |                                                                                      |
| ------- | --------------------------------------------------------------------------------------- | ------------------------------------------------------------------------------------ | ------------------------------------------------------------------------------------ | ------------------------------------------------------------------------------------ | ------------------------------------------------------------------------------------ |
| Guld    | Darja Domratjeva                                                                        | BLR                                                                                  | 1-0-0-1                                                                              | 35:54,5                                                                              |                                                                                      |
| Sølv    | Tora Berger                                                                             | NOR                                                                                  | 1-0-1-0                                                                              | +8,7                                                                                 |                                                                                      |
| Bronze  | Monika Hojnisz                                                                          | POL                                                                                  | 0-0-1-0                                                                              | +27,6                                                                                |                                                                                      |
| 4.      | Vita Semerenko                                                                          | UKR                                                                                  | 0-1-0-1                                                                              | +46,6                                                                                |                                                                                      |
| 5.      | Olga Zajtseva                                                                           | RUS                                                                                  | 1-1-0-0                                                                              | +52,1                                                                                |                                                                                      |
| 6.      | Miriam Gössner                                                                          | GER                                                                                  | 0-1-0-3                                                                              | +52,1                                                                                |                                                                                      |
| 7.      | Krystyna Palka                                                                          | POL                                                                                  | 0-0-0-1                                                                              | +1:00,8                                                                              |                                                                                      |
| 8.      | Teja Gregorin                                                                           | SLO                                                                                  | 0-1-0-1                                                                              | +1:04,5                                                                              |                                                                                      |
| 9.      | Marie Dorin Habert                                                                      | FRA                                                                                  | 0-0-2-0                                                                              | +1:10,8                                                                              |                                                                                      |
| 10.     | Jana Gerekova                                                                           | SVK                                                                                  | 0-1-1-1                                                                              | +1:17,7                                                                              |                                                                                      |
| Referat | Tilmeldte: 30 — Nationer: 13 — Til start: 30 — Gennemførte: 29 — Diskvalificerede: 0    | Tilmeldte: 30 — Nationer: 13 — Til start: 30 — Gennemførte: 29 — Diskvalificerede: 0 | Tilmeldte: 30 — Nationer: 13 — Til start: 30 — Gennemførte: 29 — Diskvalificerede: 0 | Tilmeldte: 30 — Nationer: 13 — Til start: 30 — Gennemførte: 29 — Diskvalificerede: 0 | Tilmeldte: 30 — Nationer: 13 — Til start: 30 — Gennemførte: 29 — Diskvalificerede: 0 |
| Referat | Overskyet — Pakket variabel sne: -0,5 °C — Luft temp: -0,5 °C — RF: 81% — Vind: 0,5 m/s |                                                                                      |                                                                                      |                                                                                      |                                                                                      |

### Stafet — 4 × 6 km
Dato: Fredag 15. februar 2013 kl. 17:15 - 18:29.
- 4×Rød rute: 2056 m + 2146 m + 1991 m = 4 × 6193m. Akkumulerede højdemeter: 4 × 156 m.
- Alle deltagernationer starter samtidigt.
- Hver atlet på holdet skyder, første gang liggende, og anden gang stående.
- Ved hver skydning må der benyttes op til tre ekstra skud. Er der stadig forbiere udløser det en tur i strafrunden pr forbier.

| Plads   | Land                                                                                      | Navn                                                                                    | L:sx S:sx                                                                               | Tid                                                                                     |                                                                                         |
| ------- | ----------------------------------------------------------------------------------------- | --------------------------------------------------------------------------------------- | --------------------------------------------------------------------------------------- | --------------------------------------------------------------------------------------- | --------------------------------------------------------------------------------------- |
| Guld    | Norge                                                                                     | 1. Hilde Fenne 2. Ann Kristin Flatland 3. Synnøve Solemdal 4. Tora Berger               | 02 17                                                                                   | 0,0                                                                                     |                                                                                         |
| Sølv    | Ukraine                                                                                   | 1. Julija Dzjima 2. Vita Semerenko 3. Valja Semerenko 4. Olena Pidgrúsjna               | 03 02                                                                                   | +7,0                                                                                    |                                                                                         |
| Bronze  | Italien                                                                                   | 1. Dorothea Wierer 2. Nicole Gontier 3. Michela Ponza 4. Karin Oberhofer                | 02 02                                                                                   | +11,6                                                                                   |                                                                                         |
| 4.      | Rusland                                                                                   | 1. Jekaterina Glazyrina 2. Olga Zajtseva 3. Jekaterina Sjumílova 4. Olga Viluchina      | 0 07                                                                                    | +29,0                                                                                   |                                                                                         |
| 5.      | Tyskland                                                                                  | 1. Franziska Hildebrand 2. Miriam Gössner 3. Laura Dahlmeier 4. Andrea Henkel           | 04 07                                                                                   | +30,9                                                                                   |                                                                                         |
| 6.      | Frankrig                                                                                  | 1. Anais Bescond 2. Sophie Boilley 3. Marie-Laure Brunet 4. Marie Dorin Habert          | 04 09                                                                                   | +36,7                                                                                   |                                                                                         |
| DSQ     | Rumænien                                                                                  | 1. Reka Ferencz 2. Eva Tofalvi 3. Luminita Piscoran 4. Orsolya Tofalvi                  | 02 03                                                                                   | IBU DR 5.6h                                                                             |                                                                                         |
| Referat | Tilmeldte: 25 — Til start: 25 — Omgang bagud: 7 — Gennemførte: 24 — Diskvalificerede: 1   | Tilmeldte: 25 — Til start: 25 — Omgang bagud: 7 — Gennemførte: 24 — Diskvalificerede: 1 | Tilmeldte: 25 — Til start: 25 — Omgang bagud: 7 — Gennemførte: 24 — Diskvalificerede: 1 | Tilmeldte: 25 — Til start: 25 — Omgang bagud: 7 — Gennemførte: 24 — Diskvalificerede: 1 | Tilmeldte: 25 — Til start: 25 — Omgang bagud: 7 — Gennemførte: 24 — Diskvalificerede: 1 |
| Referat | Let sne — Pakket variabel sne: -0,5 °C — Luft temp: -0,6 °C — RF: 79% — Vind: 0,5-0,8 m/s |                                                                                         |                                                                                         |                                                                                         |                                                                                         |

## Mænd

### Sprint — 10 km
Dato: Lørdag 9. februar 2013 kl. 13:00 - 14:36.
- Blå rute: 3377 m + 3467 m + 3312 m = 10156m. Akkumulerede højdemeter:  351 m.
- Deltagerne sendes afsted enkeltvis med 30 sek. mellemrum.
- Der skydes mellem hvert gennemløb, første gang liggende, anden gang stående.
- Hver forbier udløser én tur gennem strafrunden.
- De 60 bedst placerede får lov at stille op i jagtstarten.

| Plads   | Navn                                                                              | Land                                                                              | L-S                                                                               | Tid                                                                               |                                                                                   |
| ------- | --------------------------------------------------------------------------------- | --------------------------------------------------------------------------------- | --------------------------------------------------------------------------------- | --------------------------------------------------------------------------------- | --------------------------------------------------------------------------------- |
| Guld    | Emil Hegle Svendsen                                                               | NOR                                                                               | 0-1                                                                               | 23:25,1                                                                           |                                                                                   |
| Sølv    | Martin Fourcade                                                                   | FRA                                                                               | 0-1                                                                               | +8,1                                                                              |                                                                                   |
| Bronze  | Jakov Fak                                                                         | SLO                                                                               | 0-0                                                                               | +11,2                                                                             |                                                                                   |
| 4.      | Ole Einar Bjørndalen                                                              | NOR                                                                               | 0-1                                                                               | +19,9                                                                             |                                                                                   |
| 5.      | Dmitrij Malysjko                                                                  | RUS                                                                               | 0-0                                                                               | +23,2                                                                             |                                                                                   |
| 6.      | Alexis Boeuf                                                                      | FRA                                                                               | 0-0                                                                               | +25,0                                                                             |                                                                                   |
| 7.      | Anton Sjipulin                                                                    | RUS                                                                               | 1-0                                                                               | +32,9                                                                             |                                                                                   |
| 8.      | Fredrik Lindström                                                                 | SWE                                                                               | 1-1                                                                               | +38,0                                                                             |                                                                                   |
| 9.      | Jevgenij Ustjugov                                                                 | RUS                                                                               | 0-1                                                                               | +38,4                                                                             |                                                                                   |
| 10.     | Simon Eder                                                                        | AUT                                                                               | 0-0                                                                               | +38,6                                                                             |                                                                                   |
| 125.    | Øystein Slettemark                                                                | GRL                                                                               | 2-4                                                                               | +5:40,6                                                                           |                                                                                   |
| Referat | Tilmeldte: 136 — Nationer: 40 — Til start: 136 — I mål: 136 — Diskvalificerede: 0 | Tilmeldte: 136 — Nationer: 40 — Til start: 136 — I mål: 136 — Diskvalificerede: 0 | Tilmeldte: 136 — Nationer: 40 — Til start: 136 — I mål: 136 — Diskvalificerede: 0 | Tilmeldte: 136 — Nationer: 40 — Til start: 136 — I mål: 136 — Diskvalificerede: 0 | Tilmeldte: 136 — Nationer: 40 — Til start: 136 — I mål: 136 — Diskvalificerede: 0 |
| Referat | Skyet — Kompakt sne: -1,5 °C — Luft temp: -2,2 °C — RF: 64% — Vind: 0,4-1,2 m/s   |                                                                                   |                                                                                   |                                                                                   |                                                                                   |

### Jagtstart — 12,5 km
Dato: Søndag 10. februar 2013 kl. 13:00 - 13:39.
- Grøn rute: 2563 m + 2653 m + 2653 m + 2653 m + 2498 m = 12895m. Akkumulerede højdemeter: 420 m.
- De 60 hurtigeste fra sprinten kan deltage
- Vinderen af sprinten sendes afsted først og dernæst sendes deltagerne afsted med den tidsforskel de havde til vindereren på sprinten, og skal således jage denne.
- Der skydes mellem hvert gennemløb, de første to gange skydes liggende, de sidste to gange skydes stående.
- Hver forbier udløser én tur gennem strafrunden.

| Plads   | Navn                                                                                      | Land                                                                                      | L-L-S-S                                                                                   | Tid                                                                                       |                                                                                           |
| ------- | ----------------------------------------------------------------------------------------- | ----------------------------------------------------------------------------------------- | ----------------------------------------------------------------------------------------- | ----------------------------------------------------------------------------------------- | ----------------------------------------------------------------------------------------- |
| Guld    | Emil Hegle Svendsen                                                                       | NOR                                                                                       | 0-0-0-1                                                                                   | 32:35,5                                                                                   |                                                                                           |
| Sølv    | Martin Fourcade                                                                           | FRA                                                                                       | 0-1-1-0                                                                                   | +0,1                                                                                      |                                                                                           |
| Bronze  | Anton Sjipulin                                                                            | RUS                                                                                       | 0-0-1-0                                                                                   | +3,6                                                                                      |                                                                                           |
| 4.      | Dmitrij Malysjko                                                                          | RUS                                                                                       | 0-0-0-0                                                                                   | +5,4                                                                                      |                                                                                           |
| 5.      | Dominik Landertinger                                                                      | AUT                                                                                       | 0-0-0-0                                                                                   | +20,4                                                                                     |                                                                                           |
| 6.      | Jakov Fak                                                                                 | SLO                                                                                       | 0-0-0-1                                                                                   | +29,7                                                                                     |                                                                                           |
| 7.      | Fredrik Lindström                                                                         | SWE                                                                                       | 0-0-1-0                                                                                   | +43,4                                                                                     |                                                                                           |
| 8.      | Alexis Boeuf                                                                              | FRA                                                                                       | 0-0-2-0                                                                                   | +46,6                                                                                     |                                                                                           |
| 9.      | Björn Ferry                                                                               | SWE                                                                                       | 0-0-0-0                                                                                   | +48,1                                                                                     |                                                                                           |
| 10.     | Ole Einar Bjørndalen                                                                      | NOR                                                                                       | 2-0-1-1                                                                                   | +51,5                                                                                     |                                                                                           |
| Referat | Tilmeldte: 60 — Nationer: 24 — Til start: 58 — Hentede: 1 — Gennemførte: 57 — Diskval.: 0 | Tilmeldte: 60 — Nationer: 24 — Til start: 58 — Hentede: 1 — Gennemførte: 57 — Diskval.: 0 | Tilmeldte: 60 — Nationer: 24 — Til start: 58 — Hentede: 1 — Gennemførte: 57 — Diskval.: 0 | Tilmeldte: 60 — Nationer: 24 — Til start: 58 — Hentede: 1 — Gennemførte: 57 — Diskval.: 0 | Tilmeldte: 60 — Nationer: 24 — Til start: 58 — Hentede: 1 — Gennemførte: 57 — Diskval.: 0 |
| Referat | Skyet — Kompakt sne: -2,5 °C — Luft temp: -3,5 °C — RF: 61% — Vind: 0,3-1,0 m/s           |                                                                                           |                                                                                           |                                                                                           |                                                                                           |

### Distance — 20 km
Dato: Torsdag 14. februar 2013 kl. 17:15 - 19:18.
- Brun rute: 3990 m + 4080 m + 4080 m + 4080 m + 3925 m = 20155m. Akkumulerede højdemeter: 695 m.
- Deltagerne sendes afsted enkeltvis med 30 sek. mellemrum.
- Der skydes mellem hvert gennemløb skiftevis; liggende, stående, liggende, stående.
- Hver forbier udløser ét minuts tidstillæg (ingen strafrunder).
- De 30 bedst placerede får lov at stille op i fællesstarten.

| Plads   | Navn                                                                                    | Land                                                                                    | L+S+L+S                                                                                 | Tid                                                                                     |                                                                                         |
| ------- | --------------------------------------------------------------------------------------- | --------------------------------------------------------------------------------------- | --------------------------------------------------------------------------------------- | --------------------------------------------------------------------------------------- | --------------------------------------------------------------------------------------- |
| Guld    | Martin Fourcade                                                                         | FRA                                                                                     | 0-0-0-1                                                                                 | 49:43,0                                                                                 |                                                                                         |
| Sølv    | Tim Burke                                                                               | USA                                                                                     | 0-0-0-1                                                                                 | +23,5                                                                                   |                                                                                         |
| Bronze  | Fredrik Lindström                                                                       | SWE                                                                                     | 0-0-0-1                                                                                 | +33,7                                                                                   |                                                                                         |
| 4.      | Ondřej Moravec                                                                          | CZE                                                                                     | 1-0-0-1                                                                                 | +48,6                                                                                   |                                                                                         |
| 5.      | Björn Ferry                                                                             | SWE                                                                                     | 1-0-0-0                                                                                 | +1:11,8                                                                                 |                                                                                         |
| 6.      | Simon Fourcade                                                                          | FRA                                                                                     | 0-0-1-0                                                                                 | +1:18,4                                                                                 |                                                                                         |
| 7.      | Lukas Hofer                                                                             | ITA                                                                                     | 0-0-0-2                                                                                 | +1:19,0                                                                                 |                                                                                         |
| 8.      | Andreas Birnbacher                                                                      | GER                                                                                     | 1-0-0-1                                                                                 | +1:36,6                                                                                 |                                                                                         |
| 9.      | Henrik L'Abee-Lund                                                                      | NOR                                                                                     | 0-0-0-2                                                                                 | +1:37,3                                                                                 |                                                                                         |
| 10.     | Jean Philippe Leguellec                                                                 | CAN                                                                                     | 0-0-0-1                                                                                 | +1:48,4                                                                                 |                                                                                         |
| Referat | Tilmeldte: 136 — Nationer: 39 — Til start: 135 — Gennemførte: 130 — Diskvalificerede: 0 | Tilmeldte: 136 — Nationer: 39 — Til start: 135 — Gennemførte: 130 — Diskvalificerede: 0 | Tilmeldte: 136 — Nationer: 39 — Til start: 135 — Gennemførte: 130 — Diskvalificerede: 0 | Tilmeldte: 136 — Nationer: 39 — Til start: 135 — Gennemførte: 130 — Diskvalificerede: 0 | Tilmeldte: 136 — Nationer: 39 — Til start: 135 — Gennemførte: 130 — Diskvalificerede: 0 |
| Referat | Skyet — Pakket variabel sne: -0,5 °C — Luft temp: -1,4 °C — RF: 82% — Vind: 0,4 m/s     |                                                                                         |                                                                                         |                                                                                         |                                                                                         |

### Fællesstart — 15 km
Dato: Søndag 17. februar 2013 kl. 15:00 - 15:41.
- Gul rute: 2990 m + 3080 m + 3080 m + 3080 m + 3080 m = 15155. Akkumulerede højdemeter: 490 m.
- Alle deltagere starter samtidigt.
- Der skydes mellem hvert gennemløb, de første to gange skydes liggende, de sidste to gange skydes stående.
- Hver forbier udløser én tur gennem strafrunden.

| Plads   | Navn                                                                                    | Land                                                                                 | L-L-S-S                                                                              | Tid                                                                                  |                                                                                      |
| ------- | --------------------------------------------------------------------------------------- | ------------------------------------------------------------------------------------ | ------------------------------------------------------------------------------------ | ------------------------------------------------------------------------------------ | ------------------------------------------------------------------------------------ |
| Guld    | Tarjei Bø                                                                               | NOR                                                                                  | 0-0-0-0                                                                              | 36:15,8                                                                              |                                                                                      |
| Sølv    | Anton Sjipulin                                                                          | RUS                                                                                  | 0-0-1-0                                                                              | +3,7                                                                                 |                                                                                      |
| Bronze  | Emil Hegle Svendsen                                                                     | NOR                                                                                  | 0-1-0-0                                                                              | +7,4                                                                                 |                                                                                      |
| 4.      | Ondřej Moravec                                                                          | CZE                                                                                  | 0-0-1-0                                                                              | +10,4                                                                                |                                                                                      |
| 5.      | Erik Lesser                                                                             | GER                                                                                  | 1-0-0-0                                                                              | +12,8                                                                                |                                                                                      |
| 6.      | Dominik Landertinger                                                                    | AUT                                                                                  | 0-0-1-0                                                                              | +16,7                                                                                |                                                                                      |
| 7.      | Jean Guillaume Beatrix                                                                  | FRA                                                                                  | 1-0-1-0                                                                              | +19,6                                                                                |                                                                                      |
| 8.      | Björn Ferry                                                                             | SWE                                                                                  | 0-0-0-0                                                                              | +22,5                                                                                |                                                                                      |
| 9.      | Simon Fourcade                                                                          | FRA                                                                                  | 1-0-1-0                                                                              | +36,3                                                                                |                                                                                      |
| 10.     | Martin Fourcade                                                                         | FRA                                                                                  | 0-1-0-1                                                                              | +36,8                                                                                |                                                                                      |
| Referat | Tilmeldte: 30 — Nationer: 14 — Til start: 30 — Gennemførte: 30 — Diskvalificerede: 0    | Tilmeldte: 30 — Nationer: 14 — Til start: 30 — Gennemførte: 30 — Diskvalificerede: 0 | Tilmeldte: 30 — Nationer: 14 — Til start: 30 — Gennemførte: 30 — Diskvalificerede: 0 | Tilmeldte: 30 — Nationer: 14 — Til start: 30 — Gennemførte: 30 — Diskvalificerede: 0 | Tilmeldte: 30 — Nationer: 14 — Til start: 30 — Gennemførte: 30 — Diskvalificerede: 0 |
| Referat | Overskyet — Pakket variabel sne: -0,5 °C — Luft temp: -0,3 °C — RF: 73% — Vind: 0,5 m/s |                                                                                      |                                                                                      |                                                                                      |                                                                                      |

### Stafet — 4 × 7,5 km
Dato: Lørdag 16. februar 2013 kl. 15:15 - 16:36.
- 4×Grøn rute: 2563 m + 2653 m + 2498 m = 4 × 7714m. Akkumulerede højdemeter: 4 × 252 m.
- Alle deltagernationer starter samtidigt.
- Hver atlet på holdet skyder, første gang liggende, og anden gang stående.
- Ved hver skydning må der benyttes op til tre ekstra skud. Er der stadig forbiere udløser det en tur i strafrunden pr forbier.

| Plads   | Land                                                                                     | Navn                                                                                     | L:sx S:sx                                                                                | Tid                                                                                      |                                                                                          |
| ------- | ---------------------------------------------------------------------------------------- | ---------------------------------------------------------------------------------------- | ---------------------------------------------------------------------------------------- | ---------------------------------------------------------------------------------------- | ---------------------------------------------------------------------------------------- |
| Guld    | Norge                                                                                    | 1. Ole Einar Bjørndalen 2. Henrik L'Abee-Lund 3. Tarjei Bø 4. Emil Hegle Svendsen        | 02 03                                                                                    | 0,0                                                                                      |                                                                                          |
| Sølv    | Frankrig                                                                                 | 1. Simon Fourcade 2. Jean Guillaume Beatrix 3. Alexis Boeuf 4. Martin Fourcade           | 0 07                                                                                     | +1:12,8                                                                                  |                                                                                          |
| Bronze  | Tyskland                                                                                 | 1. Simon Schempp 2. Andreas Birnbacher 3. Arnd Peiffer 4. Erik Lesser                    | 0 23                                                                                     | +1:18,5                                                                                  |                                                                                          |
| 4.      | Rusland                                                                                  | 1. Anton Sjipulin 2. Jevgenij Ustjugov 3. Simon Fourcade 4. Dmitrij Malysjko             | 01 26                                                                                    | +1:24,1                                                                                  |                                                                                          |
| 5.      | Østrig                                                                                   | 1. Simon Eder 2. Daniel Mesotitsch 3. Christoph Sumann 4. Dominik Landertinger           | 0 05                                                                                     | +1:38,9                                                                                  |                                                                                          |
| 6.      | Tjekkiet                                                                                 | 1. Michal Slesingr 2. Ondřej Moravec 3. Jaroslav Soukup 4. Michal Krcmár                 | 03 06                                                                                    | +2:50,1                                                                                  |                                                                                          |
| Referat | Tilmeldte: 29 — Til start: 29 — Omgang bagud: 13 — Gennemførte: 29 — Diskvalificerede: 0 | Tilmeldte: 29 — Til start: 29 — Omgang bagud: 13 — Gennemførte: 29 — Diskvalificerede: 0 | Tilmeldte: 29 — Til start: 29 — Omgang bagud: 13 — Gennemførte: 29 — Diskvalificerede: 0 | Tilmeldte: 29 — Til start: 29 — Omgang bagud: 13 — Gennemførte: 29 — Diskvalificerede: 0 | Tilmeldte: 29 — Til start: 29 — Omgang bagud: 13 — Gennemførte: 29 — Diskvalificerede: 0 |
| Referat | Skyet — Pakket variabel sne: -0,5 °C — Luft temp: -0,2 °C — RF: 77% — Vind: 0,4-0,8 m/s  |                                                                                          |                                                                                          |                                                                                          |                                                                                          |

## Blandet køn

### Mixed Stafet — 2 × 6 km + 2 × 7,5 km
Dato: Torsdag 7. februar 2013 kl. 17:30 - 18:48.
- 2×Rød rute: 2056 m + 2146 m + 1991 m + 2×Grøn 2563 m + 2653 m + 2498 m = 2 × 6193m + 2 × 7714m. Akkumulerede højdemeter: 2 × 156 m, 2 × 252 m.
- Alle deltagernationer starter samtidigt.
- Hver atlet på holdet skyder, første gang liggende, og anden gang stående.
- Ved hver skydning må der benyttes op til tre ekstra skud. Er der stadig forbiere udløser det en tur i strafrunden pr forbier.

| Plads   | Land                                                                                    | Navn                                                                                    | L:sx S:sx                                                                               | Tid                                                                                     |                                                                                         |
| ------- | --------------------------------------------------------------------------------------- | --------------------------------------------------------------------------------------- | --------------------------------------------------------------------------------------- | --------------------------------------------------------------------------------------- | --------------------------------------------------------------------------------------- |
| Guld    | Norge                                                                                   | 1. Tora Berger 2. Synnøve Solemdal 3. Tarjei Bø 4. Emil Hegle Svendsen                  | 01 03                                                                                   | 1:12:04,9                                                                               |                                                                                         |
| Sølv    | Frankrig                                                                                | 1. Marie Laure Brunet 2. Marie Dorin Habert 3. Alexis Boeuf 4. Martin Fourcade          | 01 07                                                                                   | +20,0                                                                                   |                                                                                         |
| Bronze  | Tjekkiet                                                                                | 1. Veronika Vitkova 2. Gabriela Soukalova 3. Jaroslav Soukup 4. Ondřej Moravec          | 03 02                                                                                   | +32,3                                                                                   |                                                                                         |
| 4.      | Italien                                                                                 | 1. Dorothea Wierer 2. Karin Oberhofer 3. Dominik Windisch 4. Lukas Hofer                | 01 03                                                                                   | +58,4                                                                                   |                                                                                         |
| 5.      | Slovenien                                                                               | 1. Andreja Mali 2. Teja Gregorin 3. Klemen Bauer 4. Jakov Fak                           | 02 04                                                                                   | +1:07,1                                                                                 |                                                                                         |
| 6.      | Rusland                                                                                 | 1. Olga Zajtseva 2. Olga Viluchina 3. Anton Sjipulin 4. Dmitrij Malysjko                | 17 02                                                                                   | +1:26,5                                                                                 |                                                                                         |
| Referat | Tilmeldte: 27 — Til start: 27 — Omgang bagud: 8 — Gennemførte: 27 — Diskvalificerede: 0 | Tilmeldte: 27 — Til start: 27 — Omgang bagud: 8 — Gennemførte: 27 — Diskvalificerede: 0 | Tilmeldte: 27 — Til start: 27 — Omgang bagud: 8 — Gennemførte: 27 — Diskvalificerede: 0 | Tilmeldte: 27 — Til start: 27 — Omgang bagud: 8 — Gennemførte: 27 — Diskvalificerede: 0 | Tilmeldte: 27 — Til start: 27 — Omgang bagud: 8 — Gennemførte: 27 — Diskvalificerede: 0 |
| Referat | Skyet — Kompakt sne: -1,5 °C — Luft temp: -3,0 °C — RF: 79% — Vind: 0,2 m/s             |                                                                                         |                                                                                         |                                                                                         |                                                                                         |

## Ordforklaring
- IBU — International Biathlon Union (Internatioale skiskydningsunion)
- IBU DR 5.6h — IBUs Disciplinær Regler (Tal og bogstav referer til artikelnr. og afsnit). Arkiveret 26. marts 2013 hos  Wayback Machine Ekstern henv. (engelsk) Hentet 12. feb. 2013
- IBU R 8.7.3 — IBU Regler, kapitel 3 (Tal og bogstav referer til artikelnr. og afsnit). Arkiveret 26. marts 2013 hos  Wayback Machine Ekstern henv. (engelsk) Hentet 15. feb. 2013
- RF — Relativ luftfugtighed
- DSQ — Diskvalificeret